# Pteris pungens
Pteris pungens är en kantbräkenväxtart som beskrevs av Carl Ludwig Willdenow. Pteris pungens ingår i släktet Pteris och familjen Pteridaceae. Inga underarter finns listade.